# NGC 3806
NGC 3806 é uma galáxia espiral barrada (SBb) localizada na direcção da constelação de Leo. Possui uma declinação de +17° 47' 44" e uma ascensão recta de 11 horas, 40 minutos e 46,7 segundos.
A galáxia NGC 3806 foi descoberta em 21 de Abril de 1862 por Heinrich Louis d'Arrest.